# مادام پوتیت (روسپی‌خانه)
مادام پوتیت (به کاتالان: Madame Petit) روسپی‌خانه لوکسی که در کنار نمایشگاه عمومی ۱۸۸۸ بارسلونا در منطقه پاروچینو در خیابان آرک دل تئاتر افتتاح شد. تن‌فروشان روسپی‌خانه عموماً از زنان فرانسوی بودند البته زنانی از لهستان، آلمان، اعراب شمال آفریقا و حتی یک سیاهپوست کوبایی برای تن‌فروشی در روسپی‌خانه حضور داشتند. در مورد نام و مالکیت روسپی‌خانه اطلاعات دقیقی در دست نداریم احتمالاً شخصی به مادام پوتیت وجود خارجی نداشته‌است. فرانسیسکو مادرید در ژورنال خود مدیریت روسپی‌خانه مادام پوتیت را جوزف اوگارته معرفی کرده‌است.در سال ۱۹۵۶ قانون ممنوعیت فحشا در اسپانیا به تصویب رسید و تن‌فروشی و فعالیت روسپی‌خانه مادام پوتیت غیرقانونی شد. پس از غیرقانونی شدن فحشا روسپی‌خانه به یک ساختمان متروکه تبدیل شد و در نهایت برای بازسازی شهری در ال‌راوال در سال ۱۹۹۰ تخریب شد. از ویژگی منحصر به فرد روسپی‌خانه نقاشی‌های اروتیک و جنسی آن بود که فانتزی‌های روانی جنسی مشتریان و روسپیان را فراهم می‌کرد. نقاشی‌های روسپی‌خانه در موزه تاریخی بارسلونا محافظت می‌شود.